# Orconectes bisectus
Orconectes bisectus är en kräftdjursart som beskrevs av Rhoades 1944. Orconectes bisectus ingår i släktet Orconectes och familjen Cambaridae. IUCN kategoriserar arten globalt som sårbar. Inga underarter finns listade i Catalogue of Life.